# Neogalerucella pusilla
Neogalerucella pusilla är en skalbaggsart som först beskrevs av Caspar Erasmus Duftschmid 1825.  Neogalerucella pusilla ingår i släktet Neogalerucella och familjen bladbaggar. Inga underarter finns listade i Catalogue of Life.